# Уэйт, Ральф
Ральф Уэ́йт (англ. Ralph Waite, 22 июня 1928, Уайт-Плейнс, Нью-Йорк — 13 февраля 2014, Палм-Дезерт, Калифорния) — американский актёр и политический активист. Наиболее известен по роли Джона Уолтона-старшего в телесериале «Уолтоны», эпизоды которого он время от времени режиссировал. Он появился в огромном количестве гостевых ролей на телевидении, одной из последних ролей Уэйта стала второстепенная роль Джексона Гиббса, отца Лероя Джетро Гиббса в телесериале «Морская полиция: Спецотдел».

## Ранняя жизнь и образование
Уэйт, старший из пятерых детей, родился 22 июня 1928 года в Уайт-Плейнс, Нью-Йорк в семье строительного инженера Ральфа Х. Уэйта (англ. Ralph H. Waite) и Эстер Митчелл (англ. Esther Mitchell). Будучи слишком молодым, чтобы служить во время Второй мировой войны, Уэйт служил в морской пехоте США с 1946 по 1948 год, а затем окончил Бакнеллский университет в городе Льюисбург, штат Пенсильвания. Он некоторое время работал в качестве социального работника. Уэйт получил степень магистра в Школе Богословия Йельского университета и стал пресвитерианским министром и работал религиозным редактором HarperCollins до того, как стать актёром.

## Личная жизнь
Уэйт был женат три раза: на Беверли Уэйт (англ. Beverly Waite) с 1951 года по 1966 год, на Керри Шир Уэйт (англ. Kerry Shear Waite) с 1977 года по 1981 год и на Линде Ист (англ. Linda East) с 1982 года до его смерти в 2014 году. От первого брака у него было три дочери. Старшая дочь Шэрон Уэйт (англ. Sharon Waite) умерла от лейкемии в возрасте девяти лет в 1964 году. Его приёмный сын, ребёнок третьей жены, Лиам Уэйт также стал актёром.

## Политическая деятельность
Уэйт трижды безуспешно баллотировался в Конгресс в Калифорнии от Демократической партии: в 1990 году он бросил вызов республиканцу Элу Маккэндлессу в Риверсайде (37-й округ), проиграв на пять процентных пунктов. В 1998 году Уэйт участвовал в специальных выборах в Палм-Спрингс (44-й округ), когда там освободилось место после смерти действующего конгрессмена Сонни Боно. На этих выборах он был побеждён вдовой Сонни, Мэри Боно, а через полгода снова ей проиграл.

## Смерть
Уэйт мирно скончался 13 февраля 2014 года в Палм-Дезерт, Калифорния от возрастных заболеваний в возрасте 85 лет. Его кремированные останки были захоронены на Сельском Кладбище Уайт-Плейнс (англ. White Plains Rural Cemetery) в Уайт-Плейнс в округе Уэстчестер, Нью-Йорк.

## Избранная фильмография

### Кино
| Год  | Название на русском                        | Название на английском                  | Роль                | Примечания         |
| ---- | ------------------------------------------ | --------------------------------------- | ------------------- | ------------------ |
| 1967 | Хладнокровный Люк                          | Cool Hand Luke                          | Алиби               |                    |
| 1970 | Пять лёгких пьес                           | Five Easy Pieces                        | Карл Фиделио Дюпи   |                    |
| 1971 | Представитель закона                       | Lawman                                  | Джек Деккер         |                    |
| 1971 | Банда Гриссомов                            | The Grissom Gang                        | Мейс                |                    |
| 1972 | Земля Чато                                 | Chato's Land                            | Элиас Хукер         |                    |
| 1972 | Великолепная семёрка снова в седле         | The Magnificent Seven Ride              | Джим Маккей         |                    |
| 1990 | Бей и жги                                  | Crash And Burn                          | Латан Хукс          |                    |
| 1990 | Часы отчаяния                              | Desperate Hours                         | хроника             | В титрах не указан |
| 1992 | Телохранитель                              | The Bodyguard                           | Херб Фармер         |                    |
| 1993 | Скалолаз                                   | Cliffhanger                             | Фрэнк               |                    |
| 1996 | Дорога домой 2: Затерянные в Сан-Франциско | Homeward Bound 2: Lost in San Francisco | Шедоу (голос)       |                    |
| 2010 | Письма Богу                                | Letters to God                          | Корнелиус Перрифилд |                    |

### Телевидение
| Год     | Название на русском        | Название на английском        | Роль                       | Примечания                                 |
| ------- | -------------------------- | ----------------------------- | -------------------------- | ------------------------------------------ |
| 1970    | Бонанза                    | Bonanza                       | Хоби                       | Эпизод «The Lady and the Mark»             |
| 1972–81 | Уолтоны                    | The Waltons                   | Джона Уолтон-старший       | Главная роль; 196 эпизодов                 |
| 1977    | Корни                      | Roots                         | Слейтер                    | Мини-сериал; 1-3 части                     |
| 1989    | Она написала убийство      | Murder, She Wrote             | Пол Роббинс                | Эпизод «Alma Murder»                       |
| 1994    | Следы во времени           | Time Trax                     | Ламонт Карсон              | Эпизод «Missing»                           |
| 1999    | Куриный бульон для души    | Chicken Soup for the Soul     | папа                       | Эпизод «A Secret Promise Kept»             |
| 1999    | За гранью возможного       | The Outer Limits              | Джини Мортон               | Эпизод «Small Friends»                     |
| 2000    | Человек президента         | The President's Man           | президент Мэтьюз           | ТВ фильм                                   |
| 2001    | Все мои дети               | All My Children               | Барт                       | 1 эпизод                                   |
| 2003–05 | Карнавал                   | Carnivàle                     | преподобный Норман Бальфус | Второстепенная роль; 16 эпизодов           |
| 2004    | Практика                   | The Practice                  | Уолтер Джозефсон           | Эпизод «Avenging Angels»                   |
| 2007    | Детектив Раш               | Cold Case                     | Фелтон Метц                | Эпизод «World's End»                       |
| 2008    | C.S.I.: Место преступления | CSI                           | шериф Монтгомери           | Эпизод «Young Man with a Horn»             |
| 2008–13 | Морская полиция: Спецотдел | NCIS                          | Джексон Гиббс              | Второстепенная роль; 8 эпизодов            |
| 2009    | Эйс Вентура-младший        | Ace Ventura Jr: Pet Detective | дедушка Вентура            | ТВ фильм                                   |
| 2009    | Анатомия страсти           | Grey's Anatomy                | Ирвинг Уоллер              | Эпизод «Tainted Obligation»                |
| 2009–13 | Кости                      | Bones                         | Хэнк Бут                   | Второстепенная роль; 3 эпизода             |
| 2009–14 | Дни нашей жизни            | Days of our Lives             | отец Мэтт                  | Второстепенная роль; 98 эпизодов           |
| 2011    | Без координат              | Off the Map                   | Абуэлито                   | Эпизод «On the Mean Streets of San Miguel» |